# È nell'aria...ti amo
...È nell'aria...ti amo è il secondo album in studio di Umberto Tozzi, pubblicato nel 1977.

## Il disco
Si tratta del primo 33 giri di successo del cantautore; contiene la celeberrima Ti amo, che pubblicata come 45 giri (con sul lato B Dimentica dimentica) riscuote un gran successo di vendita, in Italia e a livello internazionale; la canzone fu tradotta in spagnolo da Oscar Gómez (Te amo), cantata dal proprio Tozzi, e anche fu tradotta in francese da Pascal Sevran e Claude Carmone ed interpretata da Dalida. Poi, nel 1984, fu tradotta in inglese da Diane Warren ed incisa da Laura Branigan, la cantante statunitense che portò al nº 1 della charts USA Gloria, nel suo album Self Control. Negli anni 2000 il brano è stato la colonna sonora del film Asterix, ed interpretata da Tozzi in coppia con Monica Bellucci ha venduto centinaia di migliaia di copie in Francia.
Oltre all'evergreen, l'album contiene altri brani noti come Dimentica dimentica (canzone tradotta in spagnolo da Oscar Gómez come "Olvídate, olvídate" ed anche incisa da Tozzi), Se tu mi aiuterai (brano che parla di un ragazzo che cerca nell'amore una via d'uscita dal tunnel della droga) e Gesù che prendi il tram, che descrive la vita di un operaio. 
Tutte le canzoni del disco sono firmate, sia per il testo che per la musica, da Umberto Tozzi e Giancarlo Bigazzi, tranne Sciabada, la cui musica è di  Bigazzi e di Guido Guglielminetti.
Il tecnico del suono del disco è Enzo Maffione.
La copertina raffigura il cantautore con il volto coperto dal quadro della Gioconda, in riferimento alla canzone Il mistero di Lisa.
All'interno vi è un poster con i testi delle canzoni ed una foto di Tozzi; un particolare di essa viene usata per la copertina del 45 giri di Ti amo.
Il singolo "Ti Amo" viene certificato, nel 2018, disco d'oro dalla FIMI, superando nuovamente le 25.000 copie vendute

## Tracce
Lato A
1. Ti amo – 4:00
2. Signora America – 3:37
3. Tu piccolo – 4:40
4. Love – 3:15
5. Sciabada – 3:06

Lato B
1. Se tu mi aiuterai – 4:36
2. Gesù che prendi il tram – 3:12
3. Il mistero di Lisa – 3:06
4. E se non canto – 3:44
5. Dimentica dimentica – 4:10

## Musicisti[2]
- Umberto Tozzi: voce, chitarra elettrica, chitarra acustica, sintetizzatore in Signora America, chitarra 12 corde, slide guitar in Sciabada, maracas in Gesù che prendi il tram, chitarra 6 corde, cori
- Euro Cristiani: batteria, percussioni, cori
- Guido Guglielminetti: basso, cori
- Roberto Zanaboni: pianoforte, Fender Rhodes, sintetizzatore in Sciabada, fisarmonica ed organo Hammond in Se tu mi aiuterai
- Claudio Pascoli: sax tenore e sax baritono in Signora America e in Sciabada

## Videoclip
1. Ti amo
2. Gesù che prendi il tram